# Airan
Airan é uma ex-comuna francesa na região administrativa da Normandia, no departamento de Calvados. Estendeu-se por uma área de 13,5 km². Em 2010 a comuna tinha 1 785 habitantes (densidade: 132,2 hab./km²).
Em 1 de janeiro de 2017 foi fundida com as comunas de Billy, Conteville, Fierville-Bray e Poussy-la-Campagne para a criação da nova comuna de Valambray.